# New England (Dakota del Norte)
New England es una ciudad ubicada en el condado de Hettinger, Dakota del Norte, Estados Unidos. Tiene una población estimada, a mediados de 2021, de 682 habitantes.

## Geografía
La localidad está ubicada en las coordenadas 46°32′27″N 102°52′1″O / 46.54083, -102.86694. Según la Oficina del Censo de los Estados Unidos, tiene una superficie de 1.28 km², correspondientes en su totalidad a tierra firme.

## Demografía
Según el censo de 2020, en ese momento había 683 personas residiendo en la localidad. La densidad de población era de 533.59 hab./km². El 90.63% de los habitantes eran blancos, el 3.37% eran amerindios, el 0.59% eran asiáticos, el 0.15% era isleño del Pacífico, el 0.73% eran de otras razas y el 4.54% eran de una mezcla de razas. Del total de la población, el 2.20% eran hispanos o latinos de cualquier raza.